# مارتین یایته
 مارتین یایته (انگلیسی: Martín Jaite؛ زاده ۹ اکتبر ۱۹۶۴) یک تنیس‌باز اهل آرژانتین است.